# Guerra do Contestado
A Guerra do Contestado foi um conflito armado ocorrido de outubro de 1912 a agosto de 1916, que teve como partes beligerantes posseiros e pequenos proprietários de terras contra os governos dos estados de Santa Catarina e Paraná, além do Governo Federal brasileiro. O palco foi uma região rica em erva-mate e madeira, disputada por ambos os estados e que ficou conhecida como "Contestado".
Uma faixa de terras com aproximadamente trinta quilômetros de largura, que atravessava os estados do Paraná e de Santa Catarina, foi desapropriada para a construção da Estrada de Ferro que ligaria São Paulo ao Rio Grande do Sul, o que provocou a expulsão dos posseiros da região e a falência de vários pequenos fazendeiros que viviam da extração da madeira. Ademais, concluída a obra da linha férrea pela empresa norte-americana Brazil Railway Company, de propriedade de Percival Farquhar, que também era dono da  madeireira Southern Brazil Lumber & Colonization Company, formou-se um significativo contingente de trabalhadores desocupados.
Os problemas sociais decorrentes principalmente da falta de regularização da posse de terras e da insatisfação da população pobre, numa região em que a presença do poder público era pífia, favoreceram o início do conflito. Entre os camponeses revoltados, o messianismo e o fanatismo religioso favoreceram a crença de que se tratava de uma guerra santa, o que exacerbou os ânimos para a luta, na qual cerca de oito mil deles pereceram.

## Antecedentes
Antes dos acontecimentos que culminaram na guerra, houve:
- Ação judicial de Santa Catarina contra o Paraná em 1900, por limites;
- Decisões judiciais do Supremo Tribunal Federal pró-Santa Catarina em 1904, 1909 e 1910;
- Revolta do ex-maragato Demétrio Ramos, na zona do Timbó, em 1905 e 1906;
- Construção da Estrada de Ferro São Paulo-Rio Grande, de 1908 a 1910;
- Criação dos municípios de Canoinhas, Mafra, Três Barras e Timbó Grande;
- Instalação da Southern Brazil Lumber & Colonization Company, em Calmon (1908) e em Três Barras (1912);
- Construção do ramal de São Francisco, a partir de 1911;
- 1911 - Revolta do ex-maragato Aleixo Gonçalves de Lima, em Canoinhas;
- 1910 - 1912: Questão de terras da fazenda Irani e da Cia. Frigorífica e Pastoril;
- Batalha do Irani, em 22 de outubro de 1912;
- 1911 - Escrituração de glebas de terras devolutas do Contestado para a EFSPRG;
- Disputas pela exploração dos ervais - concessões de estados e municípios;
- Vendas suspeitas de terras no Contestado, do Estado para especuladores – bendegós;
- Disputas eleitorais entre os coronéis da região pelos domínios políticos nos municípios;
- Religiosidade: messianismo, misticismo e fanatismo da população cabocla.[6]

## Preliminares: o poder dos monges

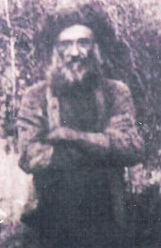
José Maria, monge do Contestado

Para entender-se bem a guerra sertaneja é preciso voltar um pouco no tempo e resgatar o valor da figura de três monges da região. O primeiro monge que galgou fama foi João Maria de Agostini, um rezador leigo de origem italiana, que peregrinou pregando e atendendo doentes, de 1844 a 1870, por um amplo território que ia de Sorocaba, em São Paulo, até Rio Pardo e Santa Maria, no Rio Grande do Sul. Fazia questão de viver uma vida extremamente humilde, e sua ética e forma de viver arrebanhou milhares de crentes, reforçando o messianismo coletivo. Sublinhe-se, porém, que não exerceu influência direta nos acontecimentos da Guerra do Contestado que ocorreria posteriormente. João Maria morreu em 1870, em Sorocaba, estado de São Paulo.
O segundo monge adotou o codinome (alcunha) de João Maria, mas seu verdadeiro nome era Atanás Marcaf, provavelmente de origem síria. Aparece publicamente com a Revolução Federalista de 1893, mostrando uma postura firme e uma posição messiânica. Sobre sua situação política, dizia ele "estou do lado dos que sofrem". Chegou, inclusive, a fazer previsões sobre os fatos políticos da sua época. Atuava na região entre os rios Iguaçu e Uruguai. É de destacar a sua influência inquestionável sobre os crentes, a ponto de estes esperarem a sua volta através da ressurreição, após seu desaparecimento em 1908.
As entrelinhas do que estava por vir estavam se amarrando entre si. A espera dos fiéis acabou em 1912, quando apareceu publicamente a figura do terceiro monge. Este era conhecido inicialmente como um curandeiro de ervas, tendo se apresentado com o nome de José Maria de Santo Agostinho, ainda que, de acordo com um laudo da polícia da Vila de Palmas, Estado do Paraná, ele fosse, na verdade, um soldado desertor condenado por estupro, de nome Miguel Lucena de Boaventura.[carece de fontes?]
José Maria pregava uma vida de respeito ao próximo, aos animais e à natureza, assinalava a existência de fontes de água (que logo a população passou a chamar de "águas santas" ou "águas do monge") e recomendava a edificação de cruzeiros.
Como ninguém conhecia ao certo a sua origem, como aparentava uma vida reta e honesta, não lhe foi difícil granjear em pouco tempo a admiração e a confiança do povo. Um dos fatos que lhe granjearam fama foi a presunção de ter ressuscitado uma jovem (provavelmente apenas vítima de catalepsia patológica). Supostamente também recobrou a saúde da esposa do coronel Francisco de Almeida, acometida de uma doença incurável. Com este episódio, o monge ganha ainda mais fama e credibilidade ao rejeitar terras e uma grande quantidade de ouro que o coronel, agradecido, lhe queria oferecer.
A partir daí, José Maria passou a ser considerado santo: um homem que veio à terra apenas para curar e tratar os doentes e necessitados. Metódico e organizado, estava muito longe do perfil dos curandeiros vulgares. Sabia ler e escrever e anotava em seus cadernos as propriedades medicinais das plantas encontradas na região. Com o consentimento do coronel Almeida, montou no rancho de um dos capatazes o que chamou de farmácia do povo, onde fazia o depósito de ervas medicinais que utilizava no atendimento diário, até horas tardias da noite, a quem quer que o visitasse.

## Os confrontos se iniciam

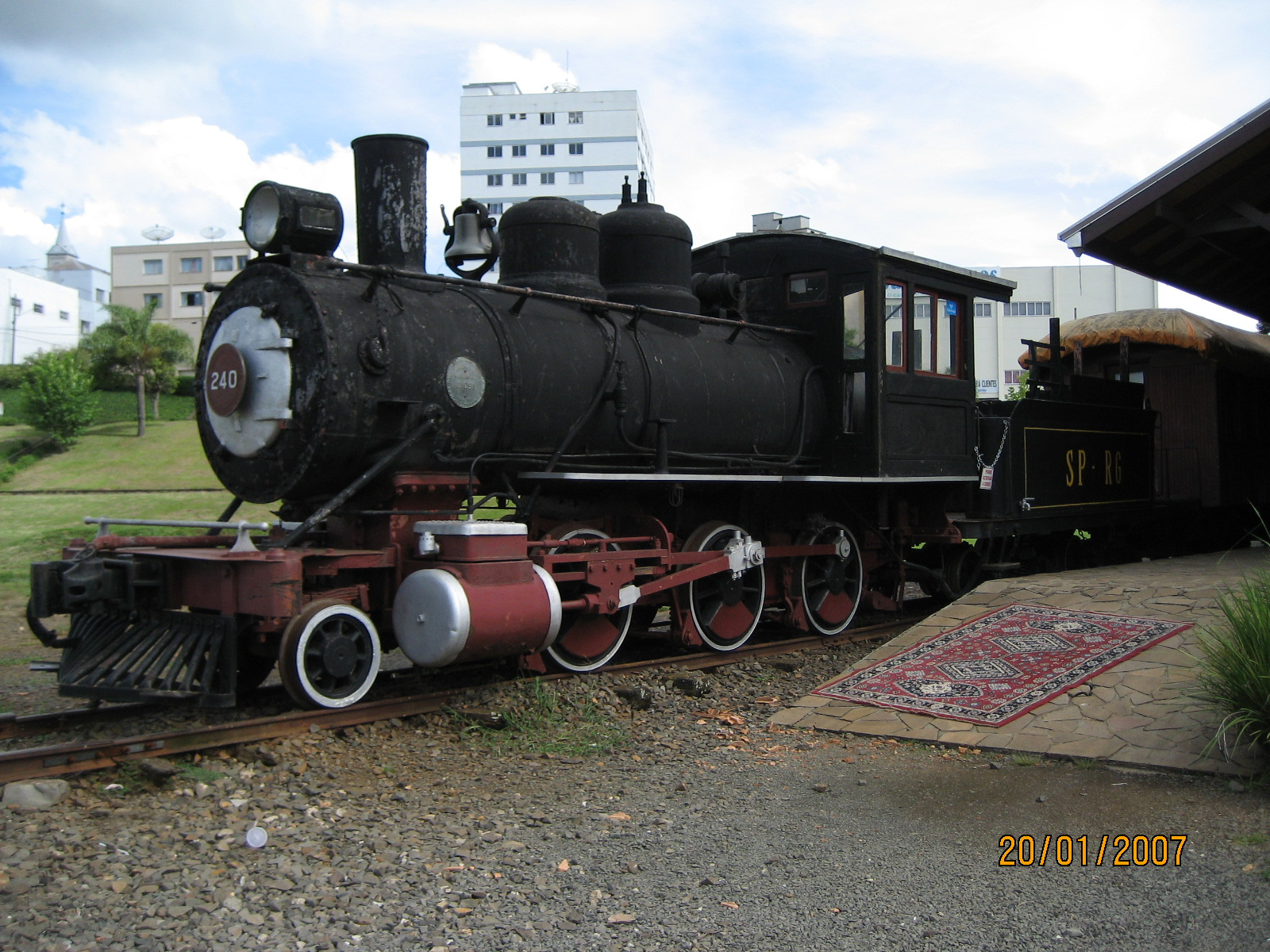
Locomotiva Baldwin da Viação SP-RG, que passou a operar a ferrovia construída pela Brazil Railway Company. Museu do Contestado, Caçador

Após a conclusão das obras do trecho catarinense da Estrada de Ferro São Paulo-Rio Grande, a companhia Brazil Railway Company, que recebeu do governo 15 km de cada lado da ferrovia, iniciou a desapropriação de 6 696 km² de terras (equivalentes a 276 694 alqueires) ocupadas já há muito tempo por posseiros que viviam na região entre o Paraná e Santa Catarina. O governo brasileiro, ao firmar o contrato com a Brazil Railway Company, declarou a área como devoluta, ou seja, como se ninguém ocupasse aquelas terras. "A área total assim obtida deveria ser escolhida e demarcada, sem levar em conta sesmarias nem posses, dentro de uma zona de trinta quilômetros, ou seja, quinze para cada lado". Isso, e até mesmo a própria outorga da concessão feita à Brazil Railway Company, contrariava a chamada Lei de Terras de 1850. Não obstante, o governo do Paraná reconheceu os direitos da ferrovia; atuou na questão, como advogado da Brazil Railway, Affonso Camargo, então vice-presidente do estado.

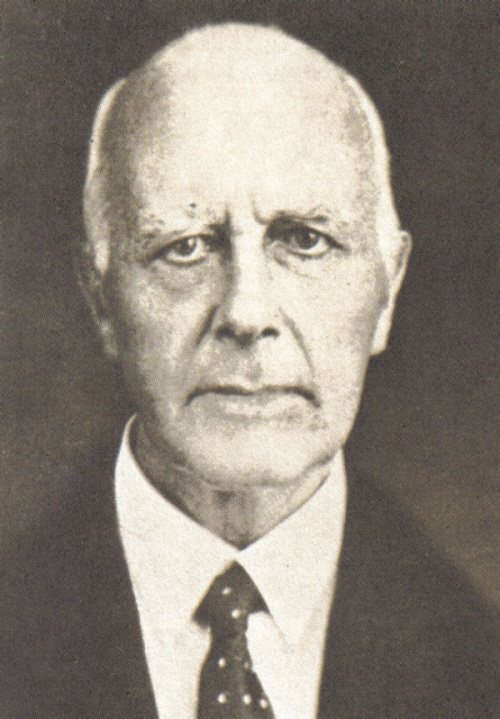
Percival Farquhar

Esses camponeses que viram o direito às terras que ocupavam ser usurpado, e os trabalhadores que foram demitidos pela companhia (1910), decidiram então ouvir a voz do monge José Maria, sob o comando do qual organizaram uma comunidade. Resultando infrutíferas quaisquer tentativas de retomada das terras - que foram declaradas  devolutas,  pelo governo brasileiro, no contrato firmado com a ferrovia - cada vez mais se passou a contestar a legalidade da desapropriação. Uniram-se ao grupo diversos fazendeiros que, por conta da concessão, estavam perdendo terras para o grupo de Farquhar, bem como para os coronéis que mandavam na região.
A união destas pessoas em torno de um ideal, levou à organização do grupo armado, com funções distribuídas entre si. O messianismo adquiria corpo. A vida era comunitária, com locais de culto e procissões, denominados redutos. Tudo pertencia a todos. O comércio convencional foi abolido, sendo apenas permitidas trocas. Segundo as pregações do líder, o mundo não duraria mais mil anos e o paraíso estava próximo. Ninguém deveria ter medo de morrer porque ressuscitaria após o combate final. É de destacar a importância atribuída às mulheres nesta sociedade. A virgindade era particularmente valorizada.

Bandeira da "Monarquia Celestial". Branca com uma cruz verde, evoca os estandartes das antigas ordens monástico militares como as dos templários

O "santo monge" José Maria rebelou-se, então, contra a recém-formada república brasileira e decidiu dar status de governo independente à comunidade que comandava. Para ele, a república era a "lei do diabo". Nomeou "imperador do Brasil" um fazendeiro analfabeto, nomeou a comunidade de "Quadro Santo" e criou uma guarda de honra constituída por 24 cavaleiros que intitulou de "Doze Pares de França", numa alusão à cavalaria de Carlos Magno na Idade Média.
Os camponeses uniram-se a este, fundando alguns povoados, cada qual com seu santo, sendo estes como uma "monarquia celeste", com ordem própria, à semelhança do que Antônio Conselheiro fizera em Canudos.
Convidado a participar da festa do Senhor do Bom Jesus, na localidade de Taquaruçu (município de Curitibanos), o monge foi acompanhado de cerca de 300 fiéis, e lá permaneceu por várias semanas, atendendo aos doentes e prescrevendo remédios.
Desconfiado com o que acontecia e com medo de perder o mando da situação local em Curitibanos, o coronel Francisco de Albuquerque, rival do coronel Almeida, enviou um telegrama para a capital do estado pedindo auxílio contra "rebeldes que proclamaram a monarquia em Taquaruçu".

## Primeiras mortes

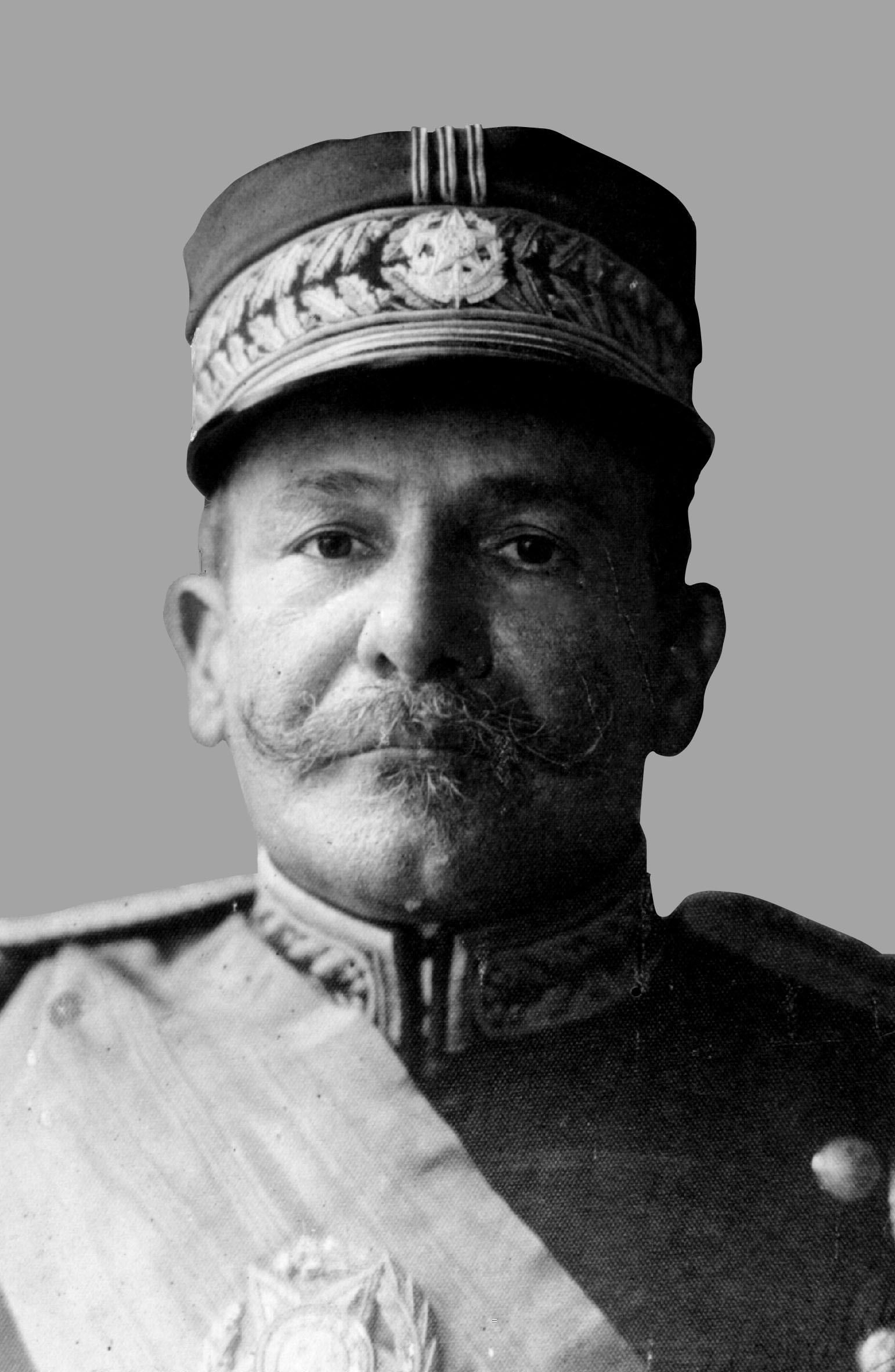
Marechal Hermes da Fonseca

O governo brasileiro, então comandado pelo marechal Hermes da Fonseca, responsável pela Política das Salvações, caracterizada por intervenções político-militares que em diversos Estados do país pretendiam eliminar seus adversários políticos, sentiu indícios de insurreição neste movimento e decidiu reprimi-lo, enviando tropas para acalmar os ânimos.
Antevendo o que estava por vir, José Maria parte imediatamente para a localidade de Irani com todo o seu carente séquito. A localidade nesta época pertencia a Palmas, cidade que estava na jurisdição do Paraná e que tinha com Santa Catarina questões jurídicas não resolvidas por conta de divisas territoriais, e que acabou vendo nessa grande movimentação uma estratégia de ocupação daquelas terras.
A guerra do Contestado inicia-se neste ponto: em defesa de suas terras, várias tropas do Regimento de Segurança do Paraná são enviadas para o local, a fim de obrigar os invasores a voltar para Santa Catarina.
Em 22 de outubro de 1912, a polícia do Paraná deu início a um ataque que resultou na batalha do Irani, em um lugar chamado "Banhado Grande", na qual morreram 11 sertanejos, entre eles o monge José Maria, e 10 soldados, inclusive o coronel João Gualberto Gomes de Sá Filho.
José Maria foi enterrado com tábuas pelos seus fiéis, a fim de facilitar a sua ressurreição, já que os caboclos acreditavam que este ressuscitaria acompanhado de um "exército encantado", vulgarmente chamado de "Exército de São Sebastião", que os ajudaria a fortalecer a "monarquia celeste" e a derrubar a república, que cada vez mais se acreditava ser um instrumento do diabo, dominado pelas figuras dos coronéis.

## Mais confrontos, ataques e contra-ataques

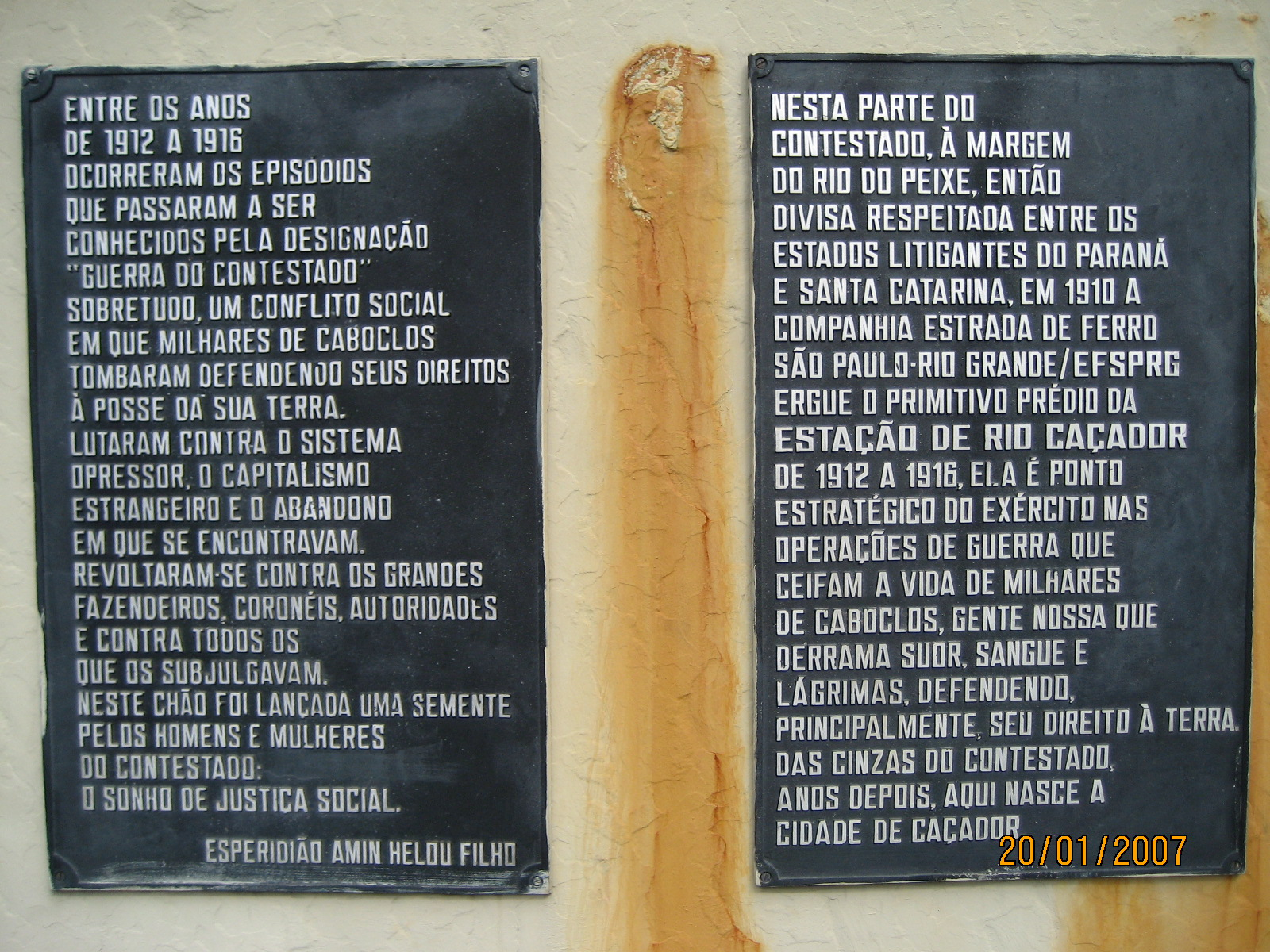
Placa no Museu do Contestado, em Caçador

Um ano após o primeiro combate, uma menina de 11 anos, chamada Teodora, passou a relatar que tinha sonhos com José Maria e que este ordenava a todos os seus seguidores a dirigirem-se para Taquaruçu. Depois formam-se outras "cidades santas" ou redutos dos sertanejos, como Caraguatá, Santo Antônio, Caçador Grande, Bom Sossego, Santa Maria (a maior cidade, com mais de 20 mil habitantes), Pedra Branca, São Miguel e São Pedro.
Em 8 de fevereiro de 1914, numa ação conjunta de Santa Catarina, Paraná e governo federal, foi enviado a Taquaruçu um efetivo de 700 soldados, equipados por artilharia e metralhadoras. Estes logram êxito na empreitada, incendeiam completamente o acampamento dos jagunços, mas sem muitas perdas humanas, já que os caboclos e fiéis da causa do Contestado se refugiaram em Caraguatá, local de difícil acesso e onde já viviam cerca de 20 mil pessoas.
Os fiéis que mudaram para Caraguatá, interior do atual município de Lebon Régis, eram chefiadas por Maria Rosa, uma jovem com quinze anos de idade, considerada pelos historiadores como uma Joana D'Arc do sertão, já que "combatia montada em um cavalo branco com arreios forrados de veludo, vestida de branco, com flores nos cabelos e no fuzil". Após a morte de José Maria, Maria Rosa afirmava receber espiritualmente ordens dele, o que a fez assumir a liderança espiritual e militar de todos os revoltosos, então cerca de seis mil homens.
De março a maio outras expedições foram realizadas, porém todas sem sucesso. Em 9 de março de 1914, embaladas pela vitória de Taquaruçu, que tinham destruído completamente, as tropas cercam e atacam Caraguatá, porém com um resultado desastroso, culminando na fuga em pânico dos soldados, que foram perseguidas pelos revoltosos. Esta nova vitória encheu os contestadores de ânimo. O fato repercute em todo o interior, trazendo para o reduto ainda mais pessoas com interesses afins, mas também atinge em cheio ao governo e aos órgãos legalmente constituídos.
Como cada vez mais pessoas se engajavam abertamente ao movimento, piquetes foram formados pelos fiéis para o arrebanhamento de animais da região a fim de suprir as necessidades alimentícias do núcleo de Caraguatá. São então fundados os redutos de Bom Sossego e São Sebastião. Só neste último se aglomeravam cerca de 2 mil pessoas.
Além de colocar em prática técnicas de guerrilha para a defesa dos ataques do governo, os "fanáticos" passaram ao contra-ataque. Em 2 de setembro, lançaram um documento que se intitulou "Manifesto Monarquista", deflagrando-se, a partir de então, o que chamavam de a guerra santa, caracterizada por saques e invasões de propriedades de coronéis e por um discurso que exigia pobreza e cobrava exploração ao máximo da República.
Invadiam as fazendas dos coronéis tomando para si tudo o que precisavam para suprir as necessidades do reduto. Além disso, amparados nas vitórias que tiveram, atacaram várias cidades, como foi o caso de Curitibanos, onde os alvos eram invariavelmente os cartórios, locais onde se encontravam os registros das terras que antes a eles pertenciam. Não bastasse isso, num outro ataque na localidade de Calmon, destruíram completamente a segunda serraria da Lumber, uma das empresas que vieram de fora para explorar a madeira da faixa de terra de 30 quilômetros (15 quilômetros de cada lado) às margens da ferrovia.[carece de fontes?]

## O controle começa a mudar de lado

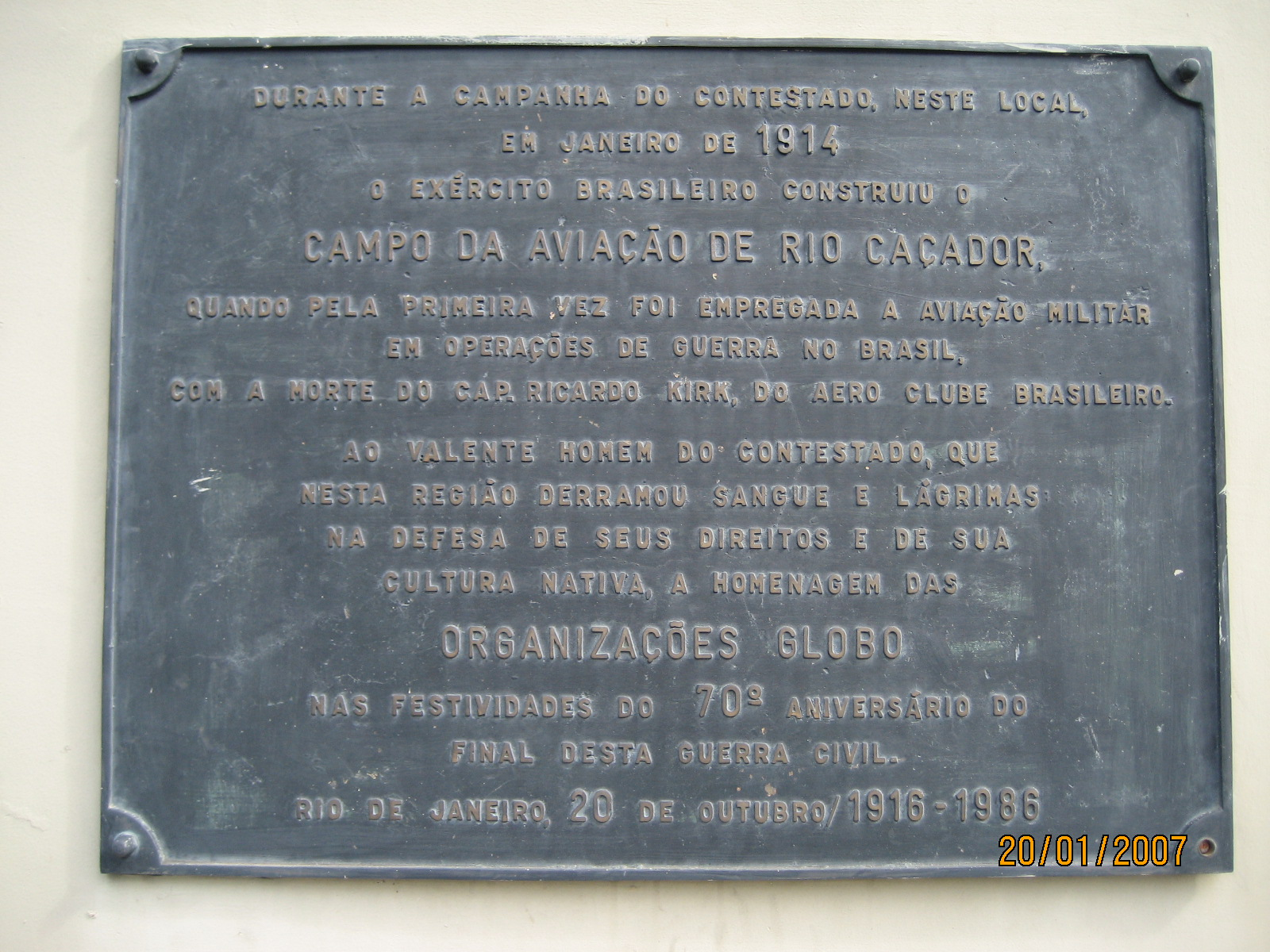
Placa no local onde, em janeiro de 1914, o Exército Brasileiro construiu o Campo da Aviação de Rio Caçador

Com a ordem social cada vez mais caótica na região, o governo central designou o general Carlos Frederico de Mesquita, veterano de Canudos, para comandar uma ação contra os rebeldes. Inicialmente tentou, sem êxito, um acordo para dispensar os revoltosos; a seguir atacou duramente Santo Antônio, obrigando os rebeldes a fugir. O reduto de Caraguatá, que antes vira as tropas do governo fugirem perseguidas por revoltosos, teve de ser abandonada às pressas pelos mesmos revoltosos, devido a uma grande epidemia de tifo. Considerando, equivocadamente, dispersos os revoltosos, o general Mesquita dá a luta por encerrada.

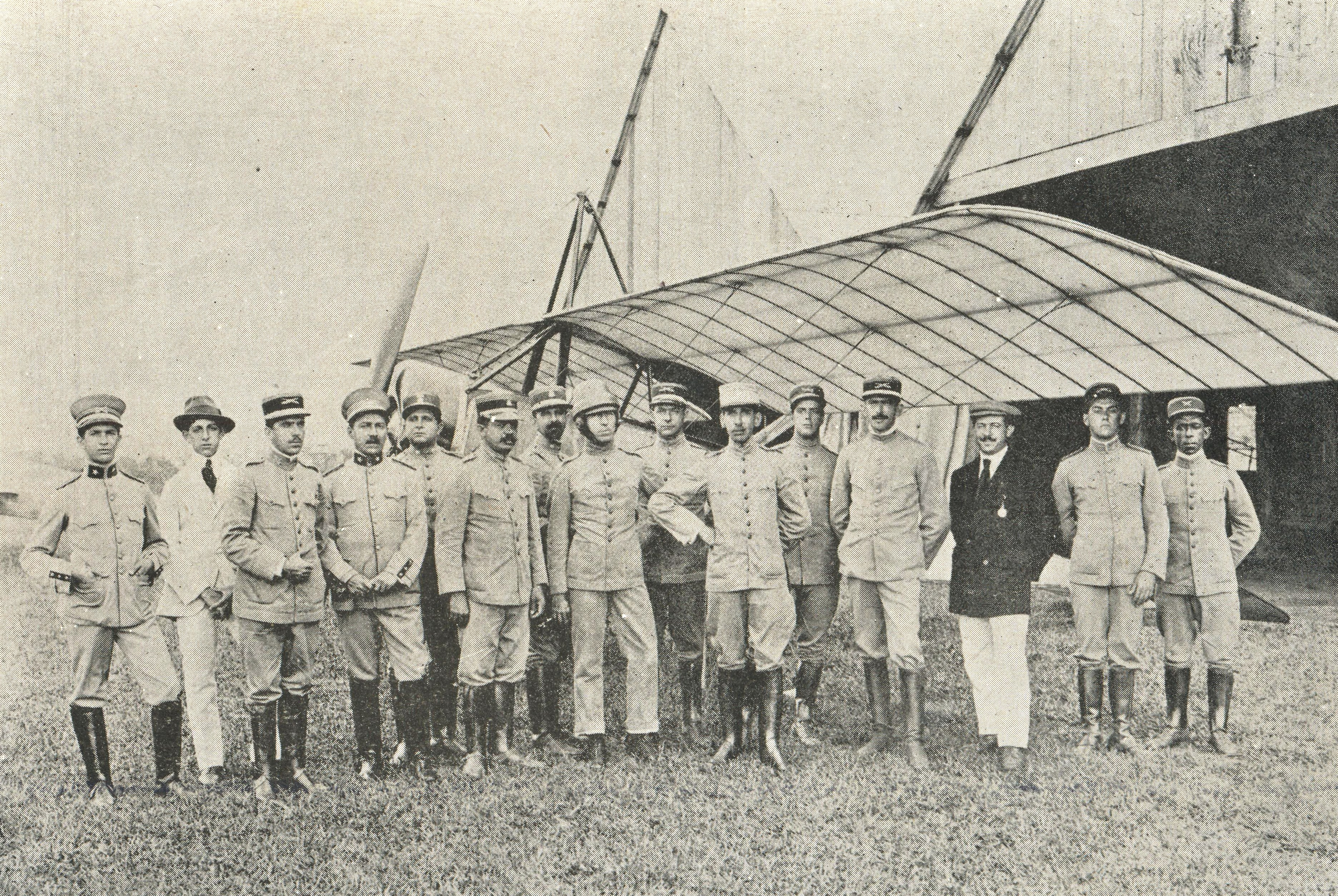
Oficiais do Estado-maior do Exército, com quepes franceses, oficiais da Polícia Militar do Paraná, com quepes alemães, e dois civis em Porto União, região do Contestado. Da esquerda para a direita: Capitão João Alexandre Busse (PMPR); Dr. Urbano; Tenente Antônio Guilhon; Coronel Fabriciano do Rego Barros (PMPR); Capitão José Ozório; Capitão Oscar Paiva; Tenente Ricardo Kirk (aviador); Tenente Daltro Filho; General Setembrino de Carvalho; Tenente Euclides Figueiredo (pai do futuro presidente João Figueiredo); Capitão Souza Reis; Ernesto Darioli (aviador); e Tenente João Niemeyer

Mas a calmaria terminaria logo. Os revoltosos rapidamente se reagrupam e se organizam na localidade de Santa Maria, interior norte do município de Lebon Régis, intensificando os ataques: tomam e incendeiam a estação de Calmon; dizimam a vila de São João (Matos Costa), atacam Curitibanos e ameaçam Porto União da Vitória, cuja população abandona a cidade em desespero.
Os boatos chegam até Ponta Grossa e dizem que os revoltosos e seu exército pretendem marchar até o Rio de Janeiro para depor o presidente. Os rebeldes já dominam, nesta altura dos acontecimentos, cerca de 250 km² da região do Contestado.
O governo federal jogou uma outra, e ainda mais dura, cartada: nomeou o general Setembrino de Carvalho para o comando das operações contra os contestadores. Este chegou a Curitiba em setembro de 1914, chefiando cerca de sete mil homens, com ordens de sufocar a rebelião e pacificar a região a qualquer custo. Sua primeira providência foi restabelecer as ligações ferroviárias e guarnecê-las para evitar novos ataques.
Nas proximidades da ferrovia, o exército construiu o Campo da Aviação de Rio Caçador, onde hoje existe o município homônimo. Como apoio de operações de guerra, pela primeira vez na história do Brasil foram usados dois aviões para fins de reconhecimento. Em um acidente durante as operações, morreu o capitão Ricardo Kirk, primeiro aviador militar do Brasil.
Astutamente, Setembrino enviou um manifesto aos revoltosos no qual garantia a devolução de terras para quem se entregasse pacificamente. Garantia também, por outro lado, um tratamento hostil e severo para quem resolvesse continuar em luta contra o governo.

## Mudança de estratégia

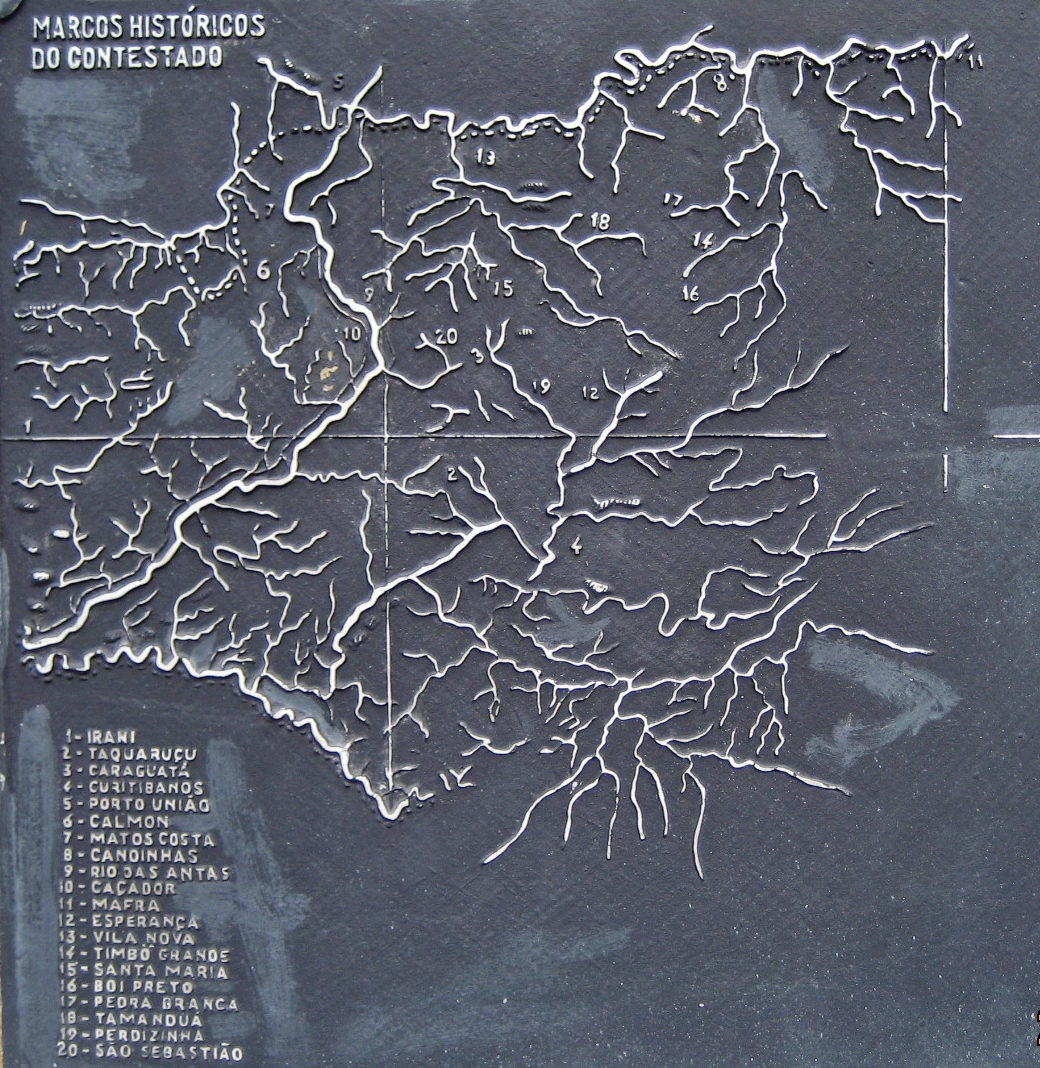
Marcos históricos da Guerra

Com o passar do tempo, general Setembrino de Carvalho adotou uma nova postura de guerra, evitando o combate direto, que era o que os revoltosos esperavam e para o que estavam se preparando, optando por cercar o reduto dos fanáticos com tropas por todos os lados, evitando que entrassem ou saíssem da região onde estavam. Para isto, o general dividiu seu efetivo em quatro alas com nomes dos quatro pontos cardeais e, gradativamente, foi avançando e destruindo qualquer resistência que encontrasse pelo caminho.
Com esta nova estratégia, rapidamente começou a faltar comida nos acampamentos dos revoltosos. Isto teve como consequência imediata a rendição de dezenas de caboclos. Contudo, a maioria dos que se entregavam eram velhos, mulheres e crianças - talvez uma contra-estratégia dos fiéis para que sobrasse mais comida aos combatentes que ficaram para trás e que ainda defenderiam a causa.
Neste ponto da guerra do Contestado, começa a se destacar a figura de Deodato Manuel Ramos, vulgo "Adeodato", considerado pelos historiadores como o último líder dos contestadores. Adeodato transferiu o núcleo dos revoltosos para o vale de Santa Maria, que contava ainda com cerca de 50 mil homens. Só que aí, à medida que ia faltando o alimento, Adeodato passou a revelar-se cada vez mais autoritário, não aceitando a rendição. Aos que se entregavam, aplicava sem dó a pena de morte.
Cerco fechado, sem pressa e deixando os revoltosos nervosos lutarem contra si mesmos, em 8 de fevereiro de 1915 a ala Sul, comandada pelo tenente-coronel Estillac, chegou a Santa Maria. De um lado as forças do governo, bem armadas, bem alimentadas, de outro, rebeldes também armados, mas famintos e sem ânimo para resistir muito tempo. A luta inicial foi intensa e, à noite, o tenente-coronel ordenou a retirada, afinal, já contabilizara só no seu lado 30 mortos e 40 feridos. Novos ataques e recuos ocorreram nos dias seguintes.

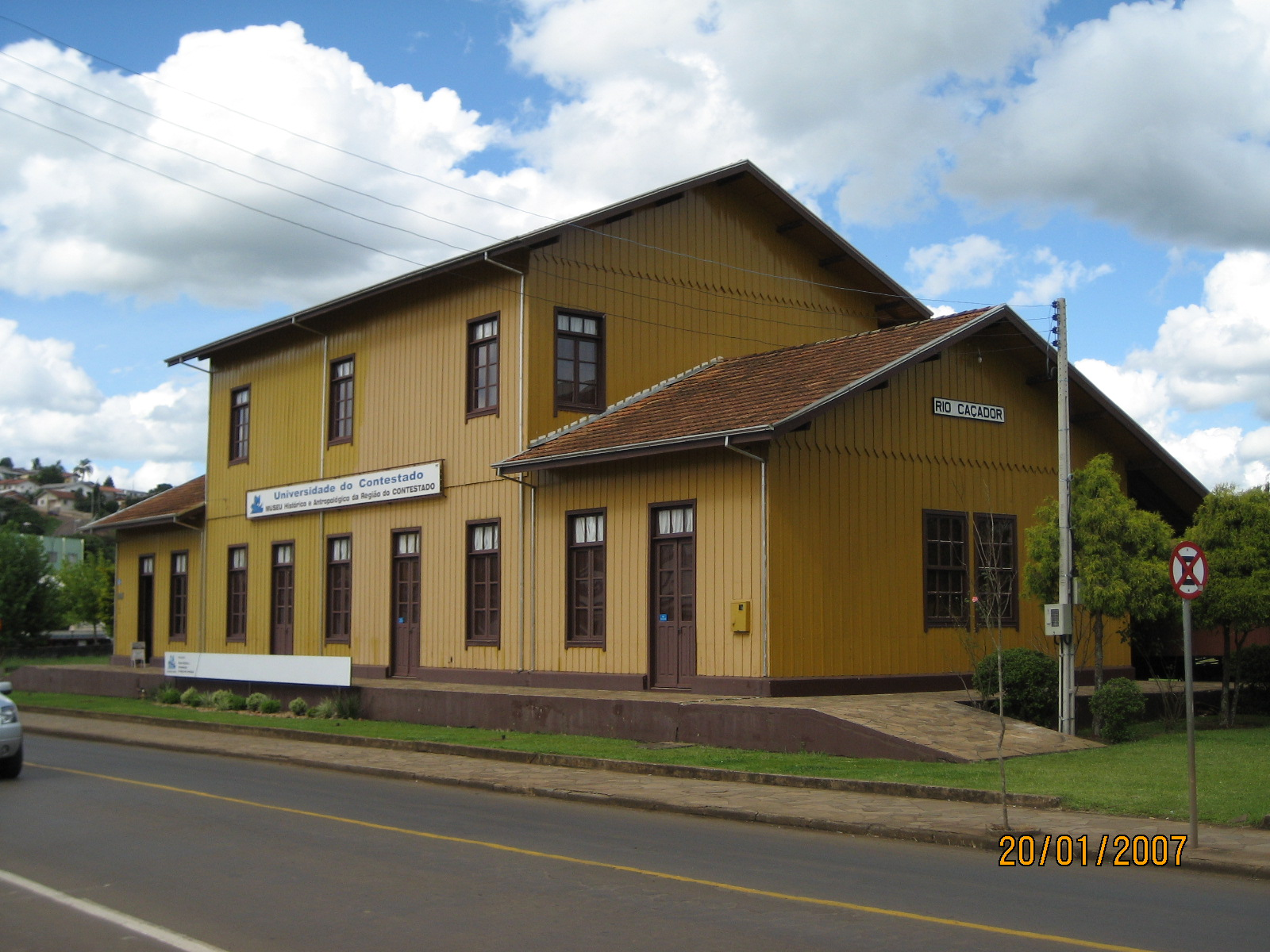
Museu Histórico e Antropológico da Região do Contestado, em Caçador. O edifício é uma reconstituição da estação ferroviária de Rio Caçador

Em 28 de março de 1915, o capitão Tertuliano Potiguara parte da vila de Reinchardt com 1 085 homens em direção a Santa Maria, perdendo só em emboscadas durante o trajeto, 24 homens. Depois de vários confrontos, num deles Maria Rosa, a líder espiritual dos rebeldes, morre às margens do rio Caçador. Em 3 de abril, as tropas de Estillac e Potyguara avançam juntas e ordenadas para o assalto final a Santa Maria, onde restavam apenas alguns combatentes já quase mortos pela fome.
Em 5 de abril, depois do grande assalto a Santa Maria, o general Estillac registra que "tudo foi destruído, subindo o número de habitações destruídas a 5 mil (…) as mulheres que se bateram como homens foram mortas em combate (…) o número de jagunços mortos eleva-se a 600. Os redutos de Caçador e de Santa Maria estão extintos. Não posso garantir que todos os bandidos que infestam o Contestado tenham desaparecido, mas a missão confiada ao exército está cumprida". Os rebeldes sobreviventes se dispersaram em muitas cidades.
Em dezembro de 1915, o último dos redutos dos revoltosos foi devastado pelas tropas de Setembrino. Adeodato fugiu, vagando com tropas no seu encalço. Conseguiu, no entanto, escapar de seus perseguidores e, como foragido, ficou ainda oito meses escondendo-se pelas matas da região. Mas a fome e o cansaço, além de uma perseguição sem trégua, fizeram com que Adeodato se rendesse. Encerrava-se então, em agosto de 1916, com a prisão de Adeodato, a Guerra do Contestado.
Adeodato foi capturado e condenado a 30 anos de prisão. Entretanto, em 1923, sete anos após ter sido preso, Adeodato foi morto pelo próprio diretor da cadeia, numa tentativa de fuga.

## Estatísticas do confronto
- Área conflagrada: 20 mil km²;
- População da época envolvida na área de conflito: aproximadamente 40 mil habitantes;
- Municípios do Paraná, na época: Rio Negro, Mafra, Três Barras, União da Vitória e Palmas;
- Municípios de Santa Catarina, na época: Lages, Curitibanos, Campos Novos, Canoinhas e Porto União;
- A tropa federal chegou a reunir mais de 7 mil soldados, associados às polícias de Santa Catarina e Paraná e grande grupo de "vaqueanos civis", como eram chamados os capangas dos fazendeiros;
- Acredita-se que os mortos em combate, de fome e por epidemias ficou entre 10 mil e 20 mil.[18][19]

## Consequências
- 20 de outubro de 1916: Assinatura do Acordo de Limites Paraná-Santa Catarina, no Rio de Janeiro;
- 7 de novembro de 1916: Manifestações nos municípios do contestado paranaense contra o acordo;
- De maio a agosto de 1917: Sublevação popular no contestado paranaense, pró-estado das Missões;
- Maio e junho de 1917: Ascensão e assassinato do monge Jesus Nazareno;
- 3 de agosto de 1917: Homologação final do acordo de limites;
- Setembro de 1917: Instalação dos municípios de Mafra, Joaçaba (então Cruzeiro), Chapecó e de Porto União;
- 1918: Reinício da colonização no centro-oeste catarinense, por empresas particulares;
- Janeiro e maio de 1920: Revolta política em Erval e Cruzeiro;
- Março de 1921: Revolta de caboclos contra medição de terras, entre Catanduvas e Capinzal.[carece de fontes?]

## Mais dados importantes

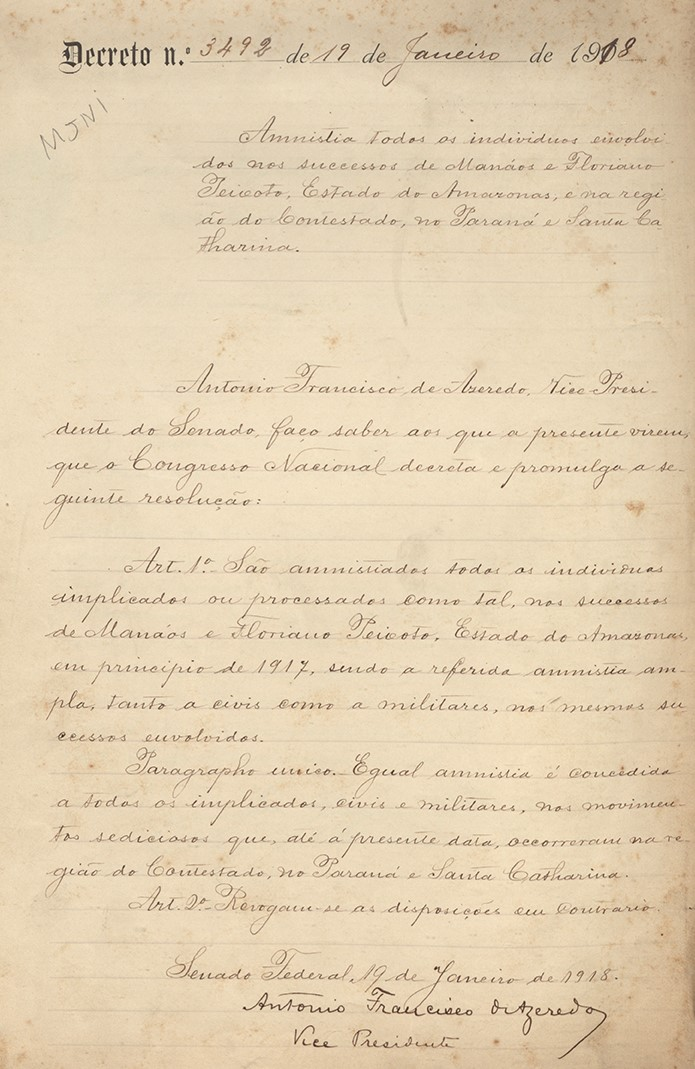
Decreto do Senado Federal, de 19 de janeiro de 1918, que concede anistia aos envolvidos na questão do Contestado

- Início da guerra: 22 de outubro de 1912;
- Tempo da guerra: 46 meses (out/1912 a ago/1916);
- Auge da guerra: março-abril de 1915, em Santa Maria, na serra do Espigão;
- Fim da guerra: agosto de 1916, com a captura de Adeodato, o último líder do Contestado;
- Combatentes militares no auge da guerra: 8 mil homens, sendo 7 mil soldados do Exército Brasileiro, do Regimento de Segurança do Paraná, do Regimento de Segurança de Santa Catarina, mais mil civis contratados;
- Exército Encantado de São Sebastião: 10 mil combatentes envolvidos durante a Guerra;
- Baixas nos efetivos legalistas militares e civis: de 800 a 1 mil, entre mortos, feridos e desertores;
- Baixas na população civil revoltada: de 5 mil a 8 mil, entre mortos, feridos e desaparecidos;
- Custo da guerra para a União: cerca de 3.000:000$000 (?), mais soldados militares;
- A guerra do Contestado durou mais tempo que a guerra de Canudos, outro conflito semelhante em território brasileiro;[20][21]
- Em quatro anos de guerra, 9 mil casas foram queimadas e estima-se cerca de vinte mil pessoas mortas.

## Representações na cultura
- BORELLI, Romario José. "O CONTESTADO". Teatro. 1972. Orion Editora, PR, 2006. Literatura.
- VASCONCELLOS, Aulo Sanford. Chica Pelega. Florianópolis: Insular, 2002.
- VASCONCELLOS, Aulo Sanford. O Dragão Vermelho do Contestado. Florianópolis: Insular, 2000.
- BERNARDI, Jorge Luiz. A guerra do contestado em quadrinhos. Curitiba: Urbi Et Orbi, 2015.
- HELLING, Robert (2021). 40 anos no interior do Brasil 1 ed. Porto Alegre: Editora Fi. ISBN 978-65-5917-111-8. doi:10.22350/9786559171118.  40 anos no interior do Brasil no Wikisource.

### Cinema
- A Guerra dos Pelados, de Sylvio Back. 1970.
- Olhar Contestado: desvendando códigos de um conflito, de Fernando Severo, Fabianne Balvedi Luciane Stocco e Jean Gabriell. 2012. Entrevistando: Nilson Cesar Fraga, Rafael Ginane, Paulo Moretti e Dorothy Jansson.